# Ramón Florencio Gómez
Ramón Florencio Gómez fue un militar venezolano, quien se desempeñó como ministro de Defensa durante el gobierno de Raúl Leoni.

## Biografía

### Ministro de Defensa
El general Gómez fue ministro de Defensa durante toda la presidencia de Leoni, entre 1964 y 1969, siendo el único ministro de Defensa del bipartidismo en ejercer el cargo durante todo el período presidencial completo. En 1966 declaró públicamente «Somos lo primeros en lamentar lo ocurrido», respecto a la muerte del exdiputado Fabricio Ojeda, arrestado ese año, calificada después como un suicidio.

#### Desembarco de Machurucuto
El 8 de mayo de 1967 Cuba realizó un desembarco sin previo aviso a Venezuela que resultó impedido por el Ministerio de Defensa, tras lo cual el general Gómez dio una rueda de prensa el 12 de mayo junto al secretario de la Presidencia, Manuel Mantilla, donde también estuvo presente el ministro de Relaciones Interiores Reinaldo Leandro Mora, y reveló que la expedición estaba formada por cuatro cubanos y nueve venezolanos, a quienes se les había requisado una lancha y 9700 dólares, junto con armas de fabricación rusa, declarando también:

El lunes en la madrugada, cuando el Ministerio de Defensa tuvo la información del desembarco, ordenamos montar una operación. Cuando nuestros hombres hicieron contacto con los militares cubanos, en las inmediaciones de El Guapo, cerca de Juan Díaz ―que fue a las 9 y 10 de la mañana del lunes 8 de mayo― se produjo un encuentro en el que resultó muerto el primer teniente del ejército regular cubano Antonio Briones Montoto, comandante de la operación subversiva, mientras que sus compañeros se entregaron con las manos en alto.

#### Crisis de la Guayana Esequiba
Durante la presidencia de Leoni fueron tensas las relaciones con Guyana (entonces parte del Imperio británico), con eventos como la crisis de Anacoco. El 10 de julio de 1968 Leoni firmó un decreto donde se fijaban los límites marítimos entre Venezuela y Guyana, que los guyaneses protestaron, y que el ministro Gómez avaló públicamente el 23 de ese mes, asegurando que las Fuerzas Armadas garantizarían la seguridad y soberanía en los mares considerados venezolanos.